# Товариство української мови імені Тараса Шевченка

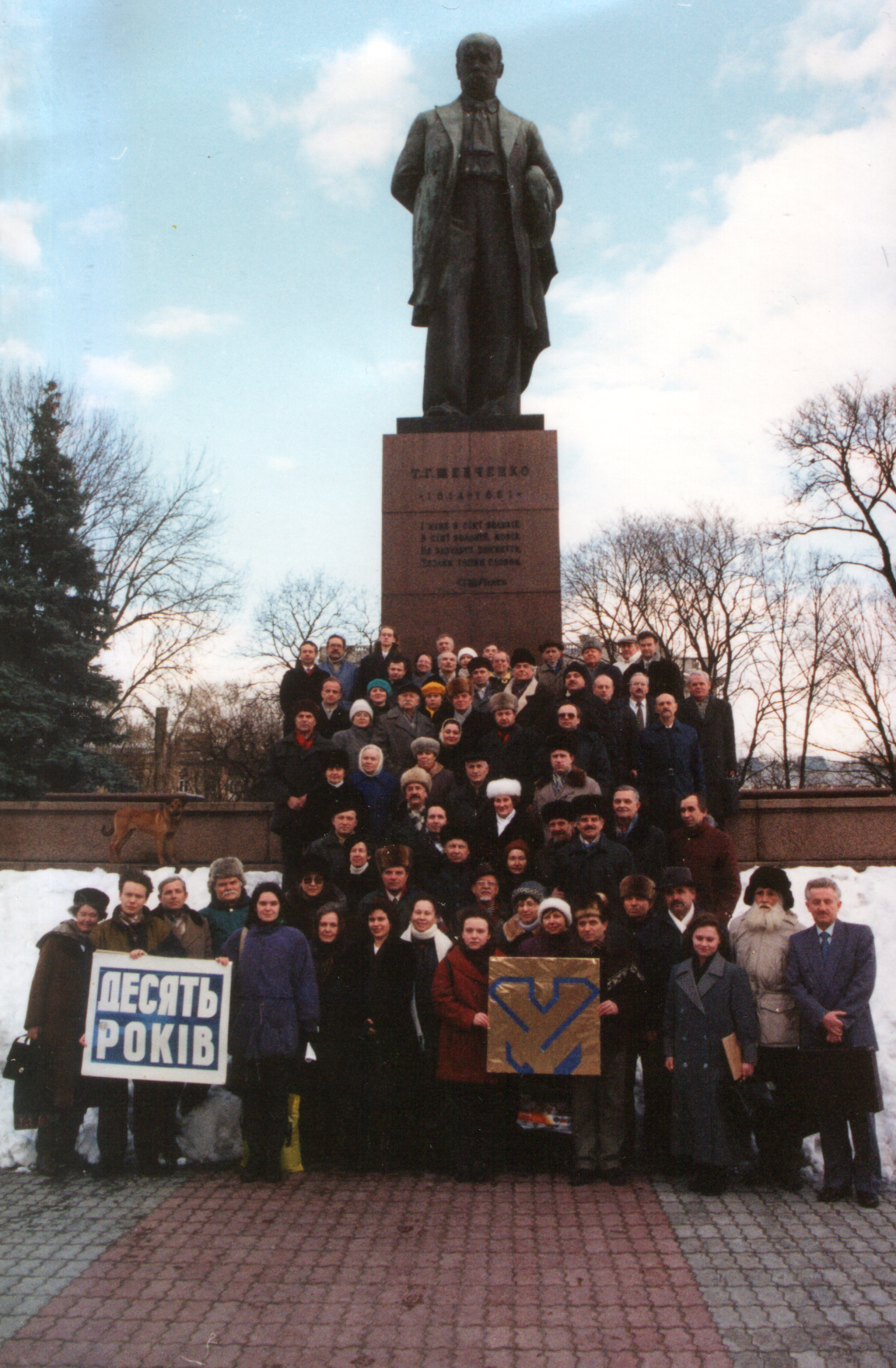
Учасники конференції ТУМ присвяченої 10-річчю організації, Київ, 1999 р.

Товариство української мови ім. Тараса Шевченка (ТУМ) — суспільно-громадська організація, створена на Установчій конференції 11 — 12 лютого 1989 року в Києві як всеукраїнська громадська спілка, що на хвилі національного піднесення об'єднала численні організації та гуртки з метою відродити й утвердити українську мову в Україні й серед українців зарубіжжя.

## Діяльність у 1989—1992 рр

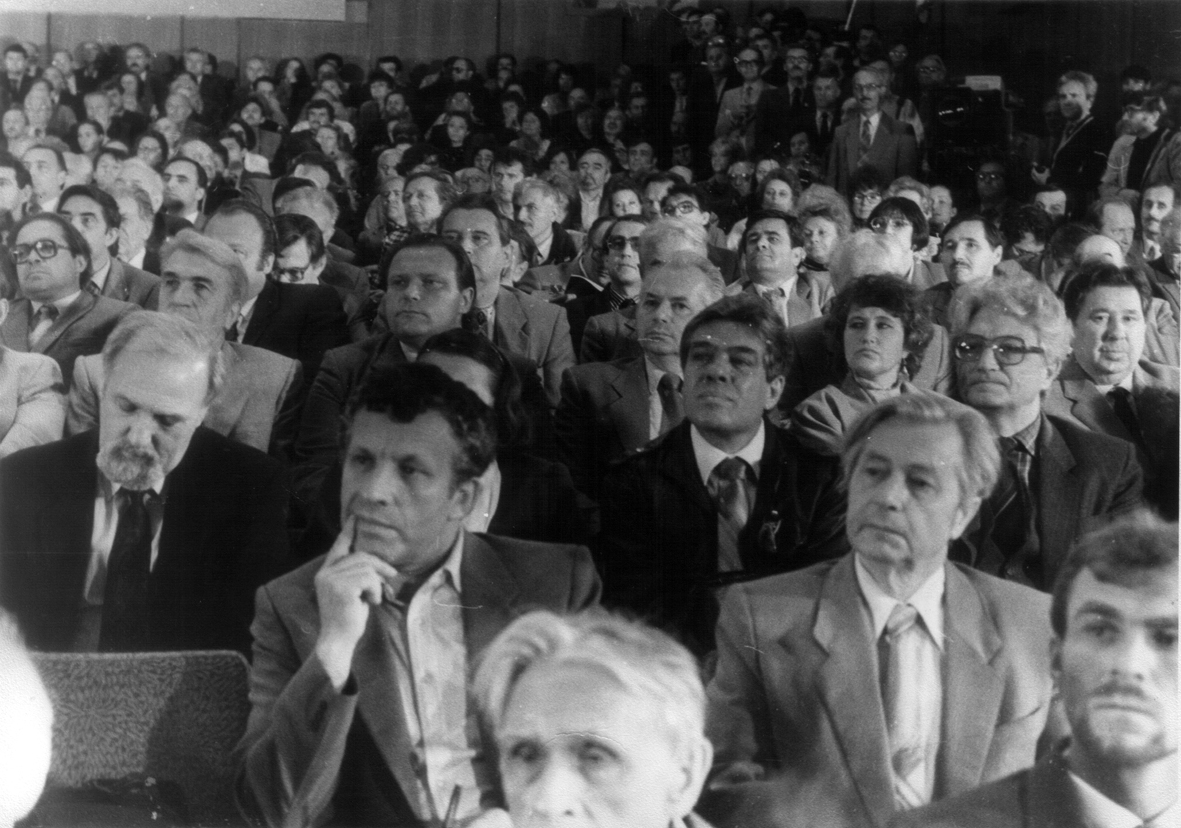
Установчі збори. Київ. 1989 р.

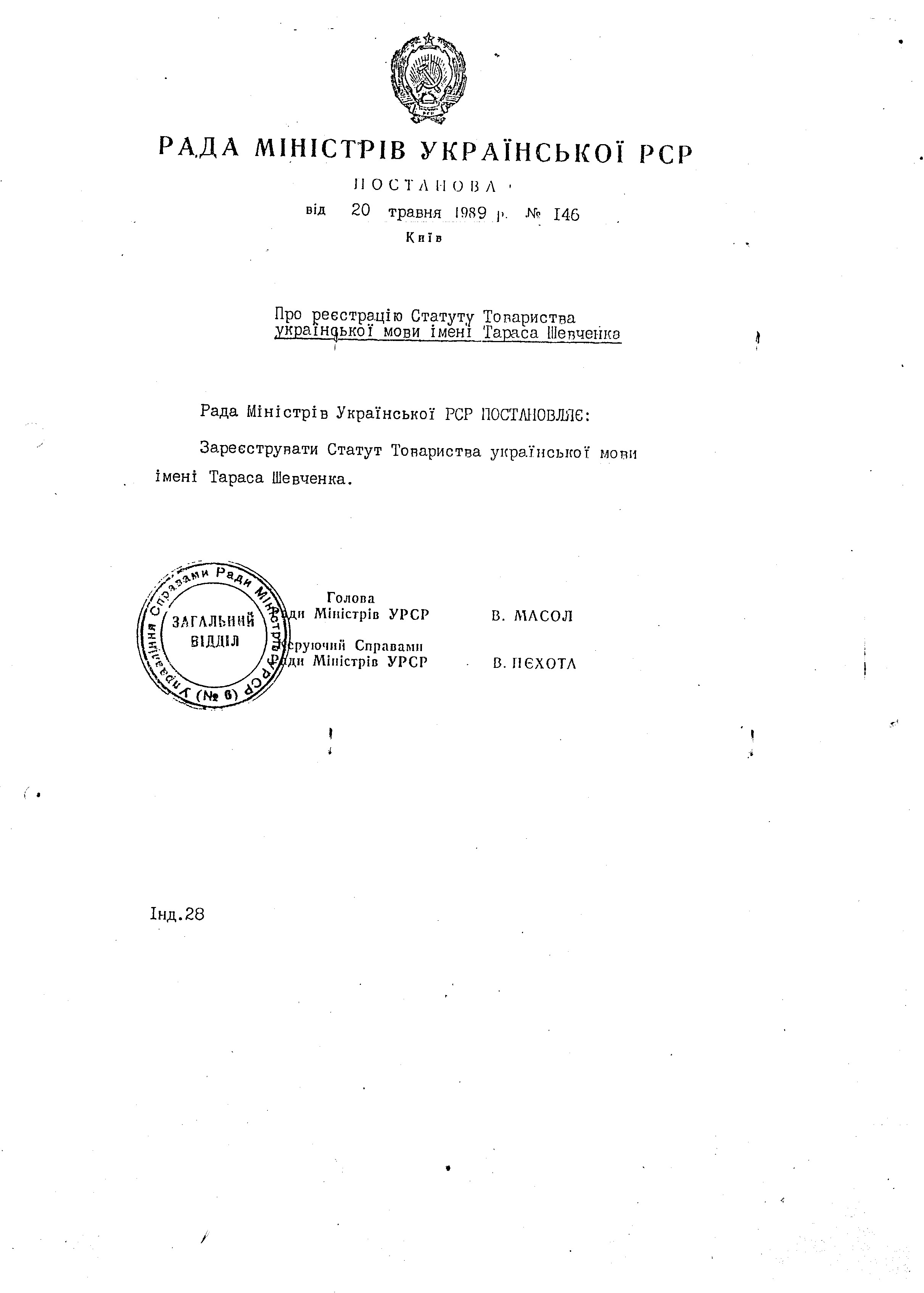
Свідоцтво про реєстрацію Статуту Товариства української мови імені Тараса Шевченка від 20 травня 1989 року

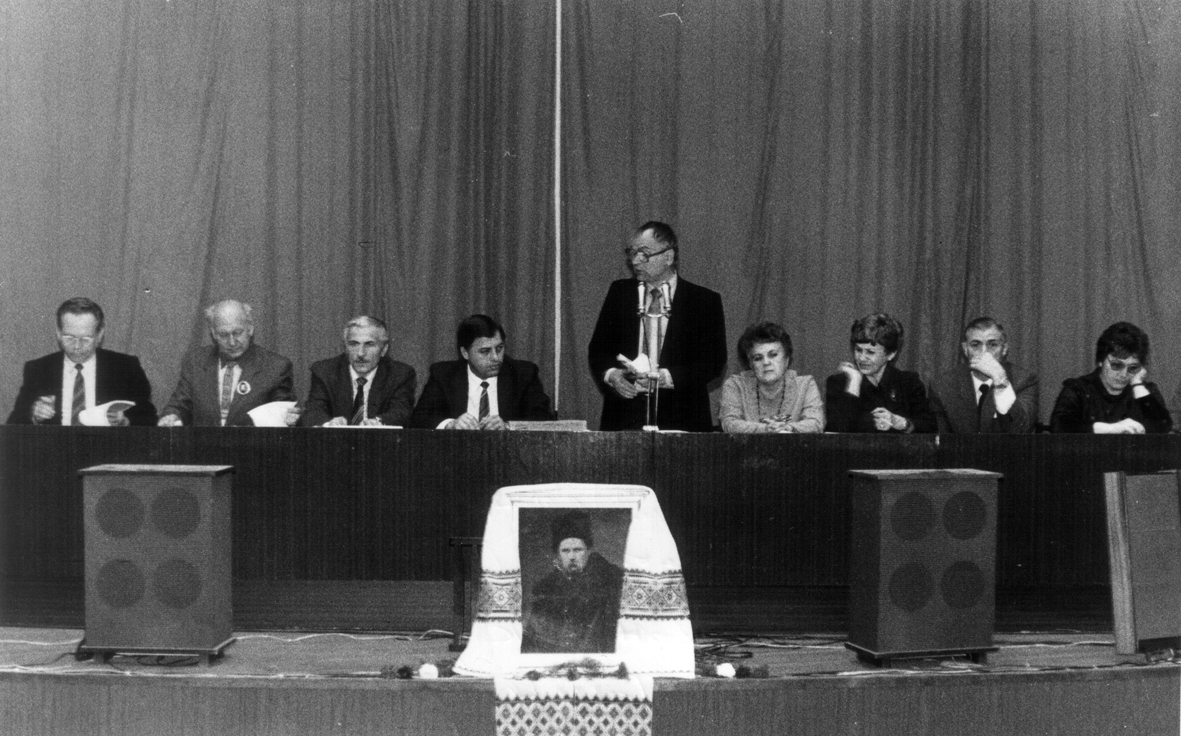
Головна Рада ТУМ. Виїзне засідання у Донецьку 28.10.1989 р.

До 1992 року мало Головну Раду з 70 — 125 осіб, Центральне правління з 22 — 25 членів, Секретаріат, лекторій і газету «Слово». Перше потужне обласне Товариство рідної мови створено в червні 1988 року у Львові (очолив Роман Іваничук). 
До 1990 року, спираючись на працю численних ентузіастів, внески й пожертви, ТУМ виросло в розгалужену потужну організацію, здатну проводити велелюдні заходи, впливати на події в країні та державні рішення. Ідеологію ТУМ, яке підтримувало Народний рух України, сформувала національна інтелігенція, передусім письменники, науковці й освітяни; перша резиденція ТУМ була у Спілці письменників України. Авторитет Товариства визначив ключові вимоги Закону про мови 1989 року і значною мірою демократичне обрання 1990 року національно свідомих політиків до Верховної Ради, за складу якої Україна здобула незалежність. 
Друга конференція ТУМ 29-30 вересня 1990 року зібрала 1200 делегатів, тоді ж на посаді голови ТУМ Дмитра Павличка змінив Павло Мовчан. Спілка як всеукраїнська проіснувала де-юре до 21 січня 1992 року, а фактично ще півроку, і на той час налічувала близько 140 тис. членів (до 90 тис. на Львівщині).

## Криза в ТУМ 1992
Штучно спровокована криза в ТУМ 1992 року спричинилася до масового відходу від спілки політиків і ентузіастів та розпаду осередків. Правонаступницею ТУМ оголосила себе нова «Просвіта», що увібрала й частину структур ТУМ, які не змінили своєї назви; інші увійшли 1999 року до Асоціації товариств української мови, прибравши більш наукове спрямування.

## Діяльність після 1992 р
На місцях обласні організації ТУМ створювали нові структури, давали життя новим організаціям. Так з ініціативи і за підтримки Донецького ТУМ у 1994 році створено Український культурологічний центр, що видає журнал «Схід», книжки й брошури. Товариство української мови Київського національного університету ім. Т.Г.Шевченка проводить конференції, диспути, конкурси, дослідження і є осередком Громадського добродійного фонду ім. І. Білозора та щотижневого семінару термінологів Києва. Нині діє Асоціація товариств української мови.
Актуальність проблем, які поставило Товариство української мови імені Тараса Шевченка ще на початку 1990-х років, існує і до сьогодні.

## Галерея світлин масових історико-просвітницьких заходів Товариства і Народного Руху в 1990
Див. 500-ліття Запорозького козацтва

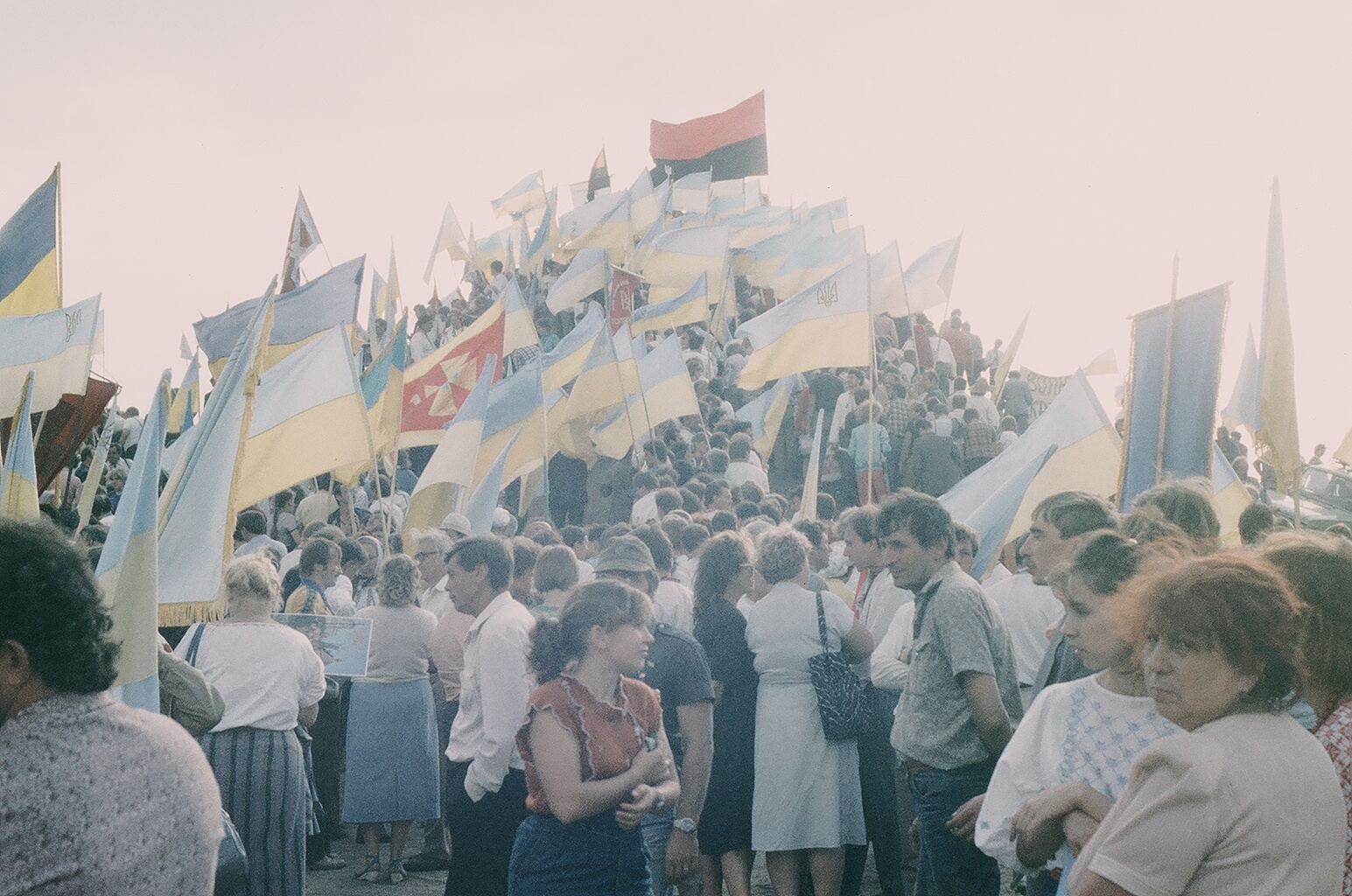
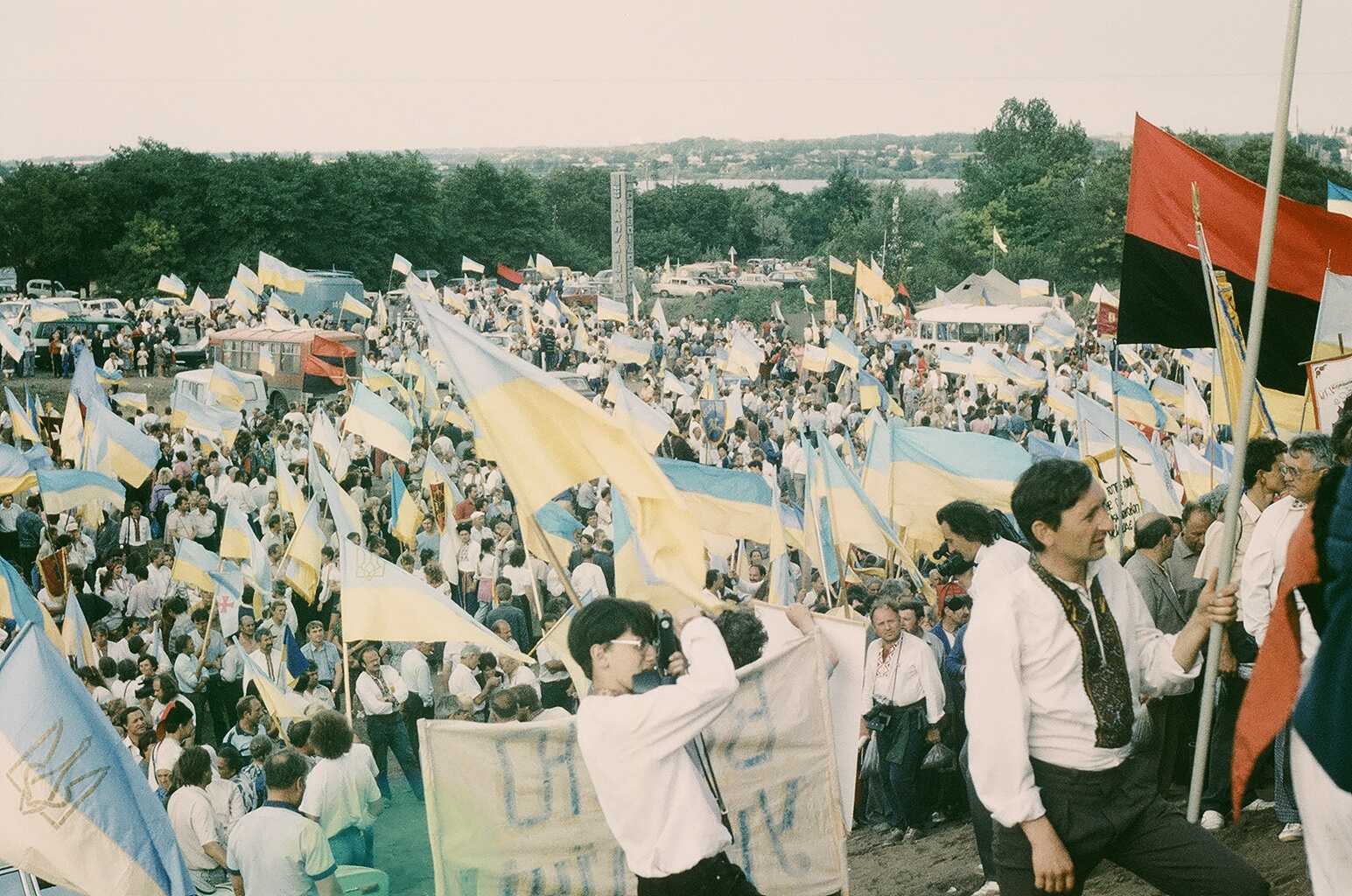
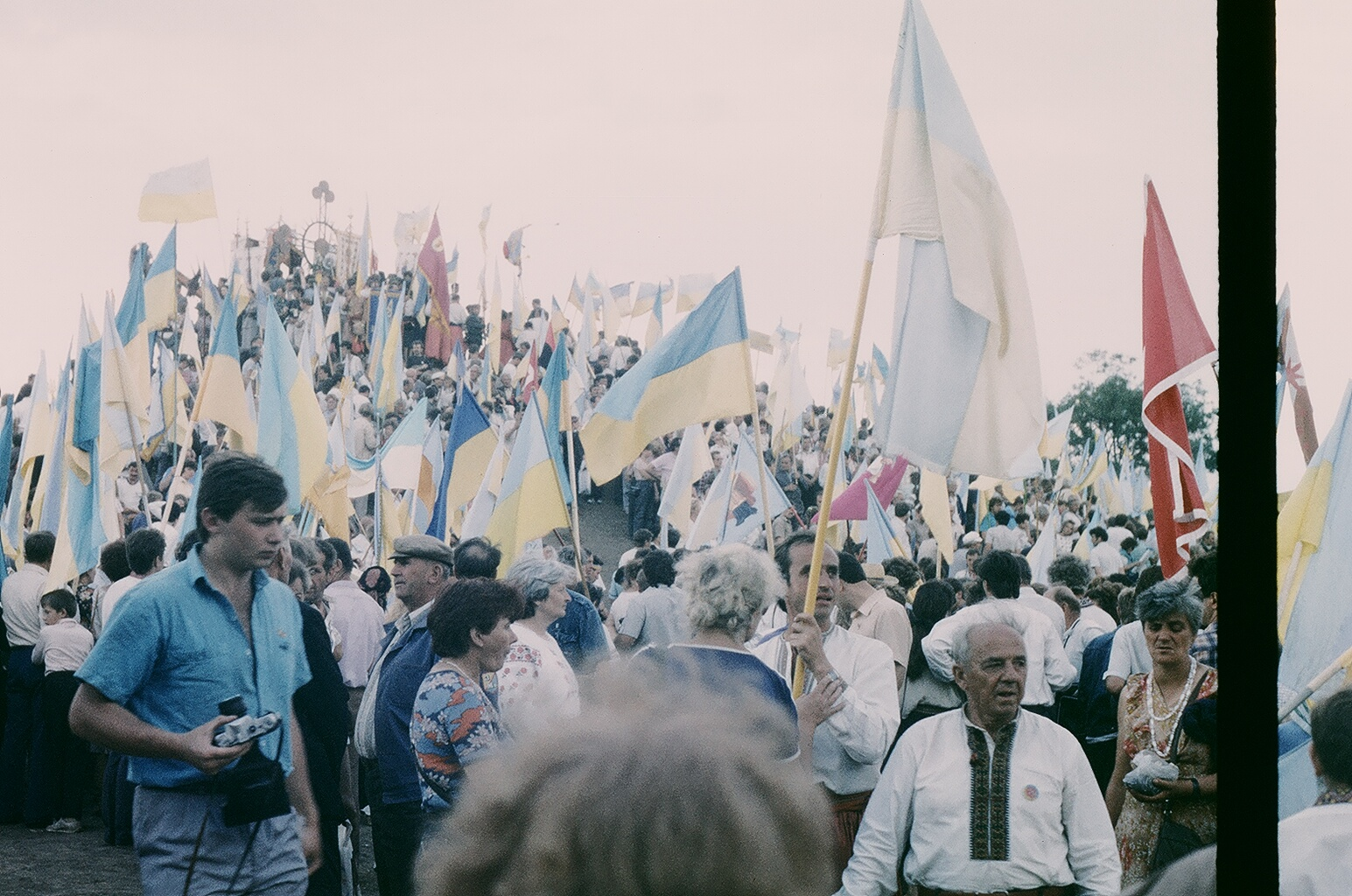
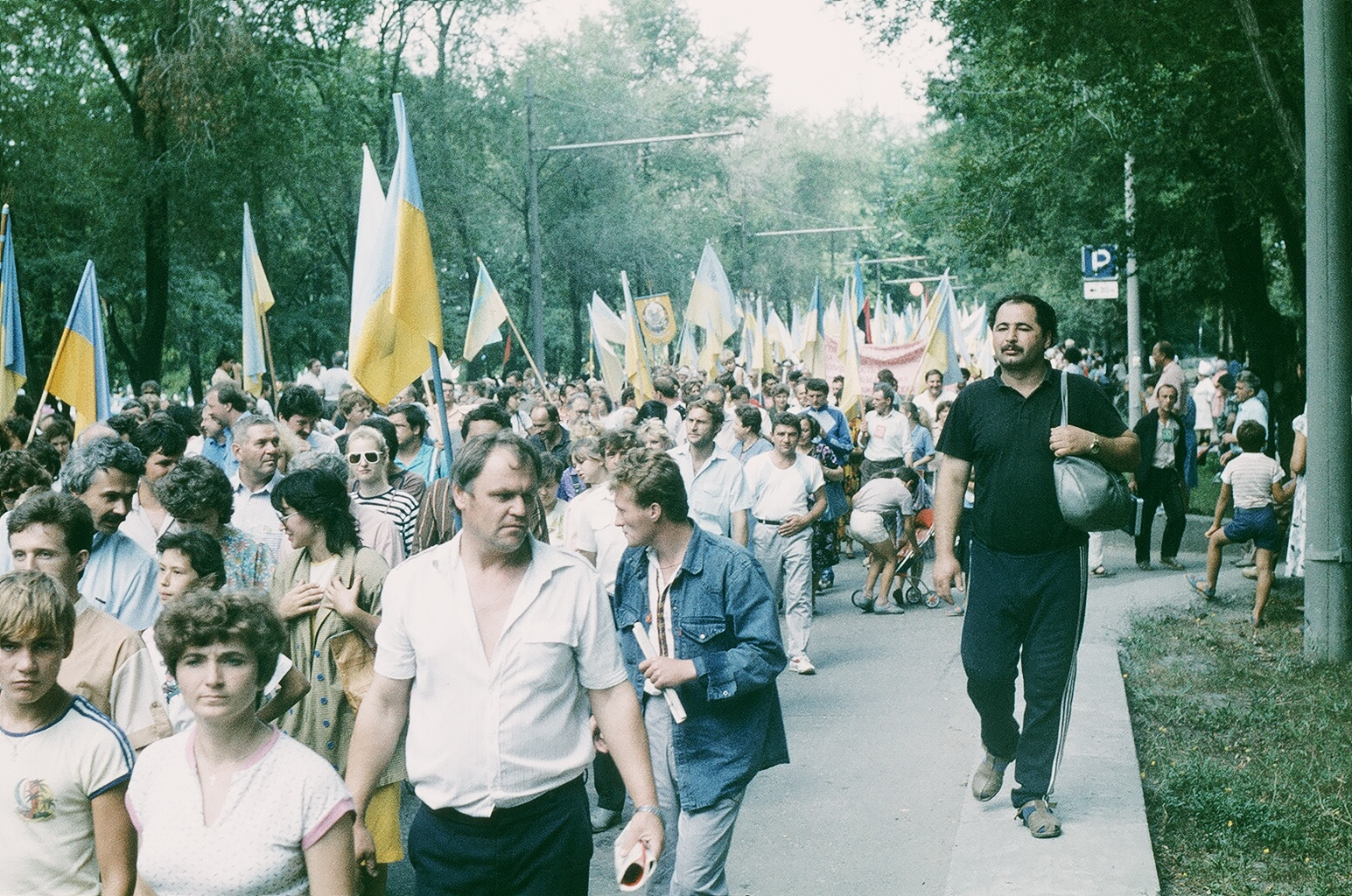
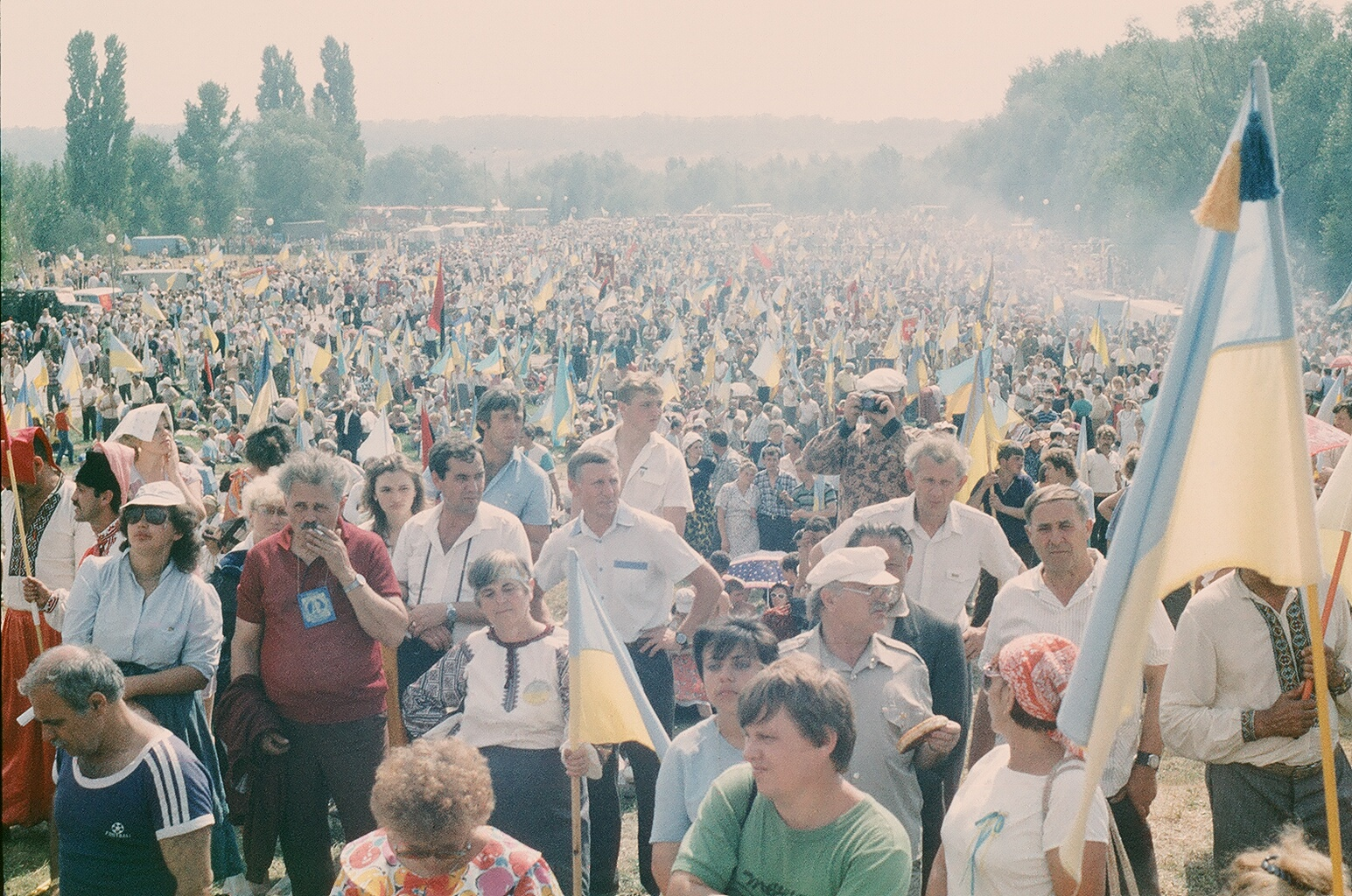

## Відділення
- Донецьке обласне Товариство української мови ім. Тараса Шевченка[1]
- Львівське обласне Товариство української мови ім. Тараса Шевченка
- Тернопільське обласне Товариство української мови ім. Тараса Шевченка
- Харківське обласне Товариство української мови ім. Тараса Шевченка
- Кримське республіканське Товариство української мови